# Morgen (mythologie)

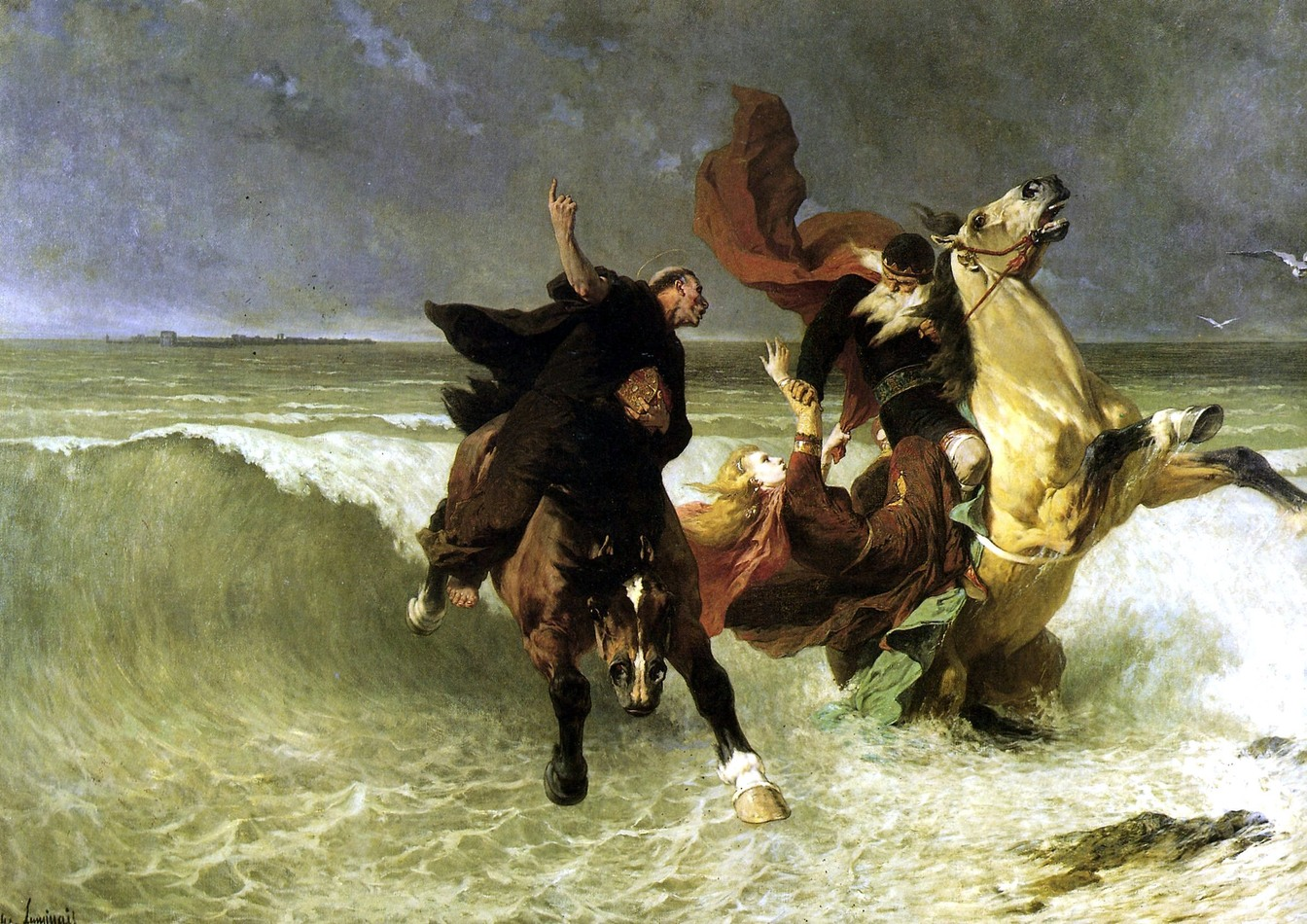
De vader van Dahut laat haar vallen in het water

Morgens, Morgans of Mari-Morgans zijn Welshe en Bretonse mythische wezens vergelijkbaar met feeën en/of zeemeerminnen; het zijn watergeesten die mannen verdrinken. 
Morgens kunnen mensen lokken door middel van hun schoonheid, of door middel van een glimp van onderwatertuinen met gebouwen van goud of kristal. Ze zijn ook verantwoordelijk voor zware overstromingen die gewassen of dorpen vernietigen. In het verhaal over Ker-Ys is de dochter van de koning, Dahut, verantwoordelijk voor de overstroming en zij wordt een Morgen nadat haar vader haar laat vallen in het water. 
De morgens zijn eeuwig jong en net als sirenes zitten ze in of bij het water en kammen hun haar verleidelijk.
In de Arthur-legenden, vooral in Geoffrey van Monmouth's Vita Merlini, wordt de heerser van Avalon aangeduid als "Morgen". Als zodanig zou de oorsprong van Morgana of Morgan le Fay kunnen worden herleid naar deze Bretonse mythen.
Verhalen over morgens worden bewaard op het Britse platteland, zelfs in sommige delen van Zuidwest-Engeland. Zo is er een verhaal uit West-Somerset waarin een visser een jonge morgen adopteert. Hij verliest haar als ze opgroeit en terugkeert naar het onderwaterpaleis van haar ouders.